# Colonia Verónica López
Colonia Verónica López är en ort i Mexiko.   Den ligger i kommunen Tarímbaro och delstaten Michoacán de Ocampo, i den södra delen av landet, 210 km väster om huvudstaden Mexico City. Colonia Verónica López ligger 1 905 meter över havet och antalet invånare är 626.
Terrängen runt Colonia Verónica López är kuperad västerut, men österut är den platt. Runt Colonia Verónica López är det ganska tätbefolkat, med 70 invånare per kvadratkilometer. Närmaste större samhälle är Morelia, 8,0 km sydväst om Colonia Verónica López. I omgivningarna runt Colonia Verónica López växer huvudsakligen savannskog.